# Lukáš Róka

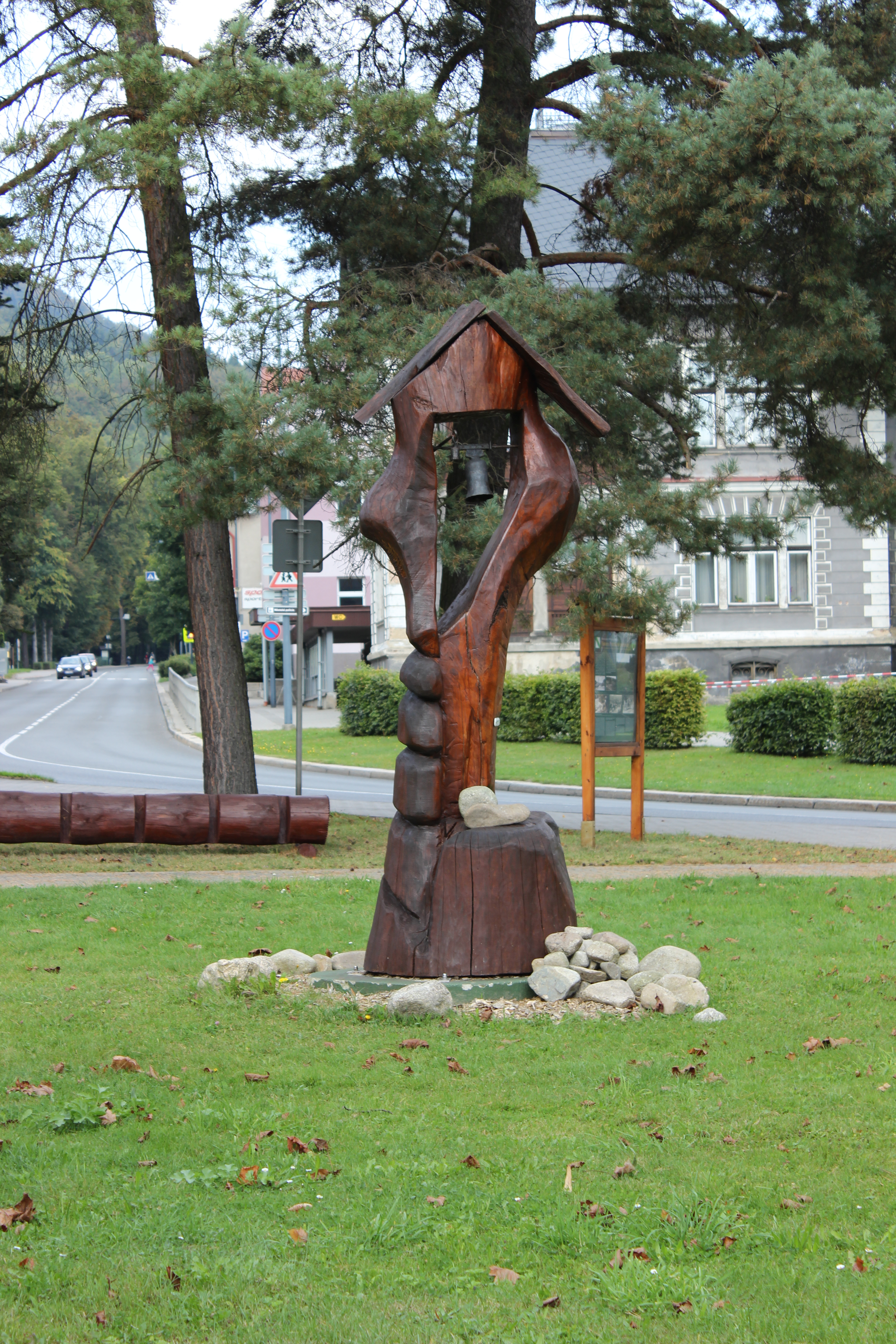
Zvonička v Desné (2016)

Lukáš Róka (* 5. ledna 1982) je český umělecký řezbář. Roku 2014 během setkání řezbářů nazvaném Dřevosochání, které se tehdy uskutečnilo na zahradě Riedlovy vily v Desné, vytvořil zvoničku, pro kterou mu umělecký kovář Jaroslav Zíval ukoval zvon. Objekty vytvořené během akce se prodávaly, avšak Rókova zvonice ke koupi nebyla a po osazení v Desné představuje výchozí místo turistické naučné stezky vedoucí z tohoto města k Přehradě Desná známé též jako Protržená přehrada. O čtyři roky později se ve Smržovce účastnil dalšího ročníku Dřevosochání, během něhož vyřezal jinou zvoničku, do které si nechal u kováře ukout další zvon.